# IC 964
IC 964 је елиптична галаксија у сазвјежђу Волар која се налази на листи објеката дубоког неба у Индекс каталогу.
Деклинација објекта је + 17° 30' 33" а ректасцензија 13h 57m 41,2s. Привидна величина (магнитуда) објекта IC 964 износи 14,7 а фотографска магнитуда 15,7. IC 964 је још познат и под ознакама MCG 3-36-10, CGCG 103-24, ARAK 433, NPM1G +17.0466, PGC 49661.